# Defne Joy Foster
 (juillet 2014).
Si vous disposez d'ouvrages ou d'articles de référence ou si vous connaissez des sites web de qualité traitant du thème abordé ici, merci de compléter l'article en donnant les références utiles à sa vérifiabilité et en les liant à la section « Notes et références ».
Defne Joy Foster, née le 2 septembre 1975 à İncirlik et morte le 2 février 2011 à Istanbul, est une actrice turque, présentatrice de télévision et DJ.

## Sa vie
D'une mère turque et d'un père américain, Defne Joy Foster est née le 2 septembre 1979 à İncirlik. En 2008, elle épouse Ilker Yasin Solmaz et le 13 juin elle met au monde un petit garçon prénommé Can Kılıç. Le 2 février 2011, elle est retrouvée morte dans l'appartement d'un ami à Istanbul, à l'âge de 31 ans.

## Ses séries
- Ruhsar (1997)
- Beyaz Yalanlar (2000)
- Sihirli Annem (2003-2006)
- Selena (2006)
- Hayal ve Gerçek (2007)

## Émissions qu'elle a présentées
- Çeyiz Show
- Çat Kapı
- Bir İş İçin Lazım
- NTV Yeşil Ekran
- Uzman Avı
- Zula

## Candidate
- Yok Böyle Dans (2010)